# Camille Richardson
Camille Richardson (Den Bosch, 15 januari 1976) is een voormalig basketbalspeler die uitkwam voor teams uit de Nederlandse competitie zoals; BSW (basketbal), West-Brabant Giants, Almere Pioneers en New Heroes Basketball (toenmalig EBBC) tussen 1999-2007. Richardson is 5 keer uitgekomen voor het Nederlands basketbalteam tijdens het seizoen 2004-2005.